# Emelinus melsheimeri
Emelinus melsheimeri är en skalbaggsart som först beskrevs av Leconte 1855.  Emelinus melsheimeri ingår i släktet Emelinus och familjen ögonbaggar. Inga underarter finns listade i Catalogue of Life.